# 9516 Інасан
9516 Інасан (9516 Inasan) — астероїд головного поясу, відкритий 16 грудня 1976 року.
Тіссеранів параметр щодо Юпітера — 3,161.